# 개혁
개혁(改革)은 급진적이거나 본질적인 변화가 아닌, 사회의 특정한 면의 점층적인 변화를 이끌어내고 고쳐나가는 과정 사회 운동의 하나이다. 개혁 운동은 혁명과 같은 더 급진적인 사회 운동과는 구별한다.

## 예

### 영국 (18세기 말 ~ 20세기 초)
- 급진주의(en)
- 차티즘(차티스트 운동)
- 여성 참정 운동
- 의회 개혁

### 미국 (1840년대 ~ 1930년대)
- 교육 개혁
- 여성 권리 운동
- 미국 노동 운동
- 아동 노동 개혁
- 낙태 운동
- 무지 운동(Know-Nothing)
- 미국의 금주법 (금주운동)

### 멕시코 (1850년대)
- 라레포르마 (en, La Reforma)

### 오스만 제국 (1840년대 ~ 1870년대)
- 탄지마트

### 터키공화국 (1920년대 ~ 1930년대)
- 아타튀르크의 개혁

## 같이 보기
- 종교 개혁
- 혁명
- 개혁·개방